# Schutzstaffel

A Schutzstaffel zászlaja

A Schutzstaffel (magyarul Védőosztag, röviden SS), a Nemzetiszocialista Német Munkáspárt katonai és védelmi szervezete volt Németországban.

## Korjellemzés
Az első világháborút követő zűrzavaros években a politikai pártok mindent megtettek a hatalom megszerzése érdekében. Az utcákon hol hangzatos szavakkal próbálták megnyerni maguknak a nincsteleneket és a csalódott veterán katonákat, hol pedig harcot provokálva tizedelték egymást. Egy ilyen korszakban indult útjára az NSDAP (Nemzetiszocialista Német Munkáspárt) Adolf Hitler vezetésével, valamint ekkor tört be Németország területére igazán a szocialista forradalom is. A csalódott veteránok nem nézték tétlenül a szocialisták térnyerését, ezért freikorpsokba (szabadcsapatokba), majd később az SA-ba (Sturmabteilung – rohamosztag) tömörültek, s vették fel a harcot ellene.

### Az SA
Az Ernst Röhm által parancsnokolt Sturmabteilung a müncheni sörpuccs, vagyis Hitler bebörtönzése után kezdett el növekedni. Ez időben 2000-ről 30 000-re emelkedett a tagság létszáma. Mikor kiszabadult fogságából, Hitler arra az álláspontra jutott, hogy Röhm százados már túl nagy hatalomra tett szert és hogy az SA tagjai már csak parancsnokuknak engedelmeskednek. Szüksége volt tehát egy olyan alakulatra, amely csak és kizárólag rá esküdött fel.

## Az SS története 1939 előtt
Az SS alapításakor mindössze 2 tagot számlált (Joseph Berchtold, Julius Schreck), hamarosan csatlakozott hozzájuk a párt több elkötelezett híve, majd Berchtold vezetése alatt létrejött a Stosstrupp Adolf Hitler (Adolf Hitler rohamcsapat). Az osztag további fejlődését azonban szüneteltette az 1923. november 9-én végrehajtott müncheni puccskísérlet (sörpuccs). Az ekkor letartóztatott Hitler a fogság alatt írt Mein Kampfban még az SA átszervezéséről írt, amelyet úgy tervezett el, ahogy végül az SS jött létre. Vagyis Röhmtől tartva végül nem nyúlt az SA szervezetéhez, hanem külön rohamosztagot hozott létre.
Hitler szabadulása után gyakorlatilag azonnal újjáélesztette a betiltott Nemzetiszocialista Német Munkáspártot és ezzel párhuzamosan fontosnak érezte az SS létrehozását is. Ezt testőrére, Schreckre bízta. A rohamosztag többszöri átszervezés után érte el azt a formáját, amitől másfél évtizeddel később az egész világ rettegett és ekkor kapta a Schutzstaffel nevet. Hitler azt akarta, hogy az SS-ben Németország legkiválóbb fiai szolgáljanak, ezért utasítottak minden pártkörzetet, hogy hozzanak létre városonként egy vezetőből és 10 kiemelkedő képességű férfiből álló SS-csapatot. Ez eleinte csak vontatottan teljesült, csak Heinrich Himmler SS birodalmi vezetővé (Reichsführer-SS) való kinevezése után gyorsult fel. Hitler 1933. január 30-ai hatalomra kerülésekor már 52 000 tagot számlált.
A szervezet egyenruháját (klasszikus, teljesen fekete változat) Hugo Boss ruhagyára állította elő, a tervezője Prof. Karl Diebitsch és Walter Heck volt.

## Az SS története 1939. szeptember 1-jéig

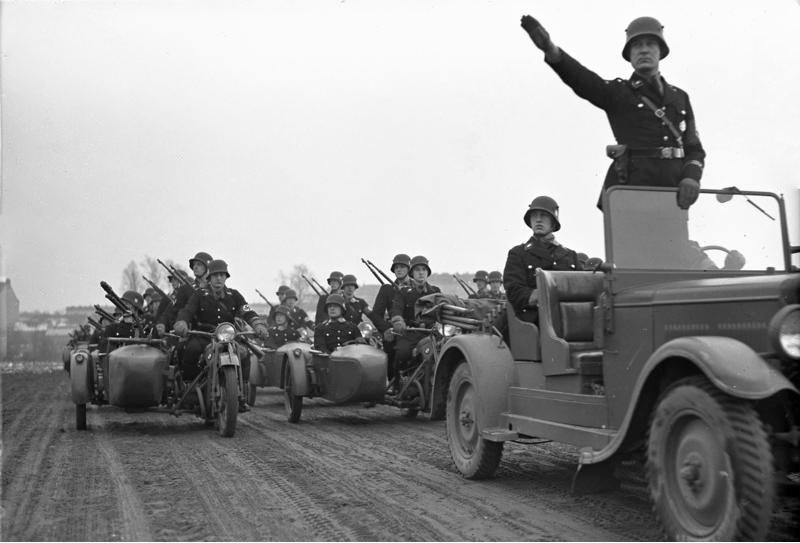
Az SS Leibstandarte 1939-ben egy felvonuláson.

### Kezdetek
A Schutzstaffelt (védőosztag), vagyis az SS-t, 1925-ben állították fel. Kezdetben körzetenként 10 tagból és egy vezetőből állt. A tagok válogatása szigorú volt: büntetlen előéletűnek és egészségesnek kellett lenniük, valamint három generációra visszamenőleg igazolniuk kellett német származásukat. A sikeres felvétel után Hitler személyére kellett felesküdni, bár a szervezet 1929-ig az SA irányítása alá tartozott. Ekkor azonban Heinrich Himmler vette át a vezetést, aki nagyratörő terveivel később kitüntetetten kezelte a SS-t. Rövid idő alatt felduzzasztotta a tagság létszámát, saját egyenruhát és rendfokozatokat kapott a szervezet.

### A hosszú kések éjszakája
1933-ra az SA tagsága már három milliósra nőtt, ami komolyan aggasztotta a Reichswehr, a német hadsereg konzervatív vezérkarát is. Hitlernek döntenie kellett: nem veszíthette el a hadsereg támogatását. Ígéretet tett arra, hogy leszámol az SA-val, mit Röhm százados már saját magánhadseregének tartott.
1934. június 30-án az SS-különítmények (Leibstandarte és az SS-Totenkopfverbände) felkutatták, majd letartóztatták az SA magasabb rangú vezetőit. Ernst Röhmöt egy börtönbe hurcolták, ahol két SS-tiszt lelőtte, az egyikük Michael Lippert volt, a másik személyazonosságát sohasem tisztázták. Valószínűleg Theodor Eicke volt, de az is lehet, hogy a tisztogatási akció irányításával megbízott Josef Dietrich volt a második gyilkos. Röhm egyébként Hitler barátja volt, azon kevesek közé tartozott, akikkel tegeződött.
1934. július 26-án az SS hivatalosan is a párt fegyveres szervezetévé vált.

### Felfegyverzés
Hitler 1935 márciusában bejelentette, hogy nem köti Németországot a versailles-i béke. Újraindíttatta a sorozást, majd elrendelte az SS-Verfügungstruppen (különleges feladatokkal megbízott csapatok) alakulatok felállítását. A hadsereg tisztjei ezt sem nézték jó szemmel, ezért az SS-VT és Totenkopfverbändét bevonták a rendőrség irányítása alá.
1938 márciusában a Leibstandarte, a Deutschland és a Germania SS-VT részt vettek az Anschlussban, Ausztria Harmadik Birodalomba olvasztásában. Ez év októberében a Führerrel kiegészülve vettek részt Csehszlovákia megszállásában.

## Alakulatai

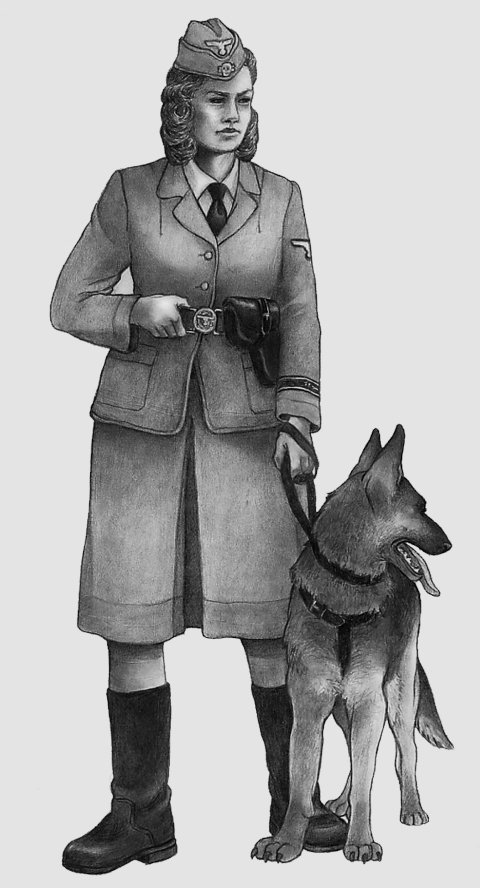
SS-felügyelőnő kutyával

1940-ben a Waffen-SS megalakulásával az SS szervezete kettévált: az általános: "Allgemeine-SS"-re és a katonai: "Waffen-SS"-re. 1944-ig 12 hivatal irányította az SS-t.
- Az Allgemeine-SS volt a nem-hadszíntéri ága az SS-nek. Rájuk többnyire mint tartalékosokra tekintettek, gyakran az SS más szervezetében teljesítettek szolgálatot.
- A Waffen-SS volt a harctéri feladatokat ellátó alakulat. Ennek 3 csoportja:
  - Verfügungstruppe – vagyis bevetési alakulat, mely 39 divízióban a Wehrmacht-ot támogatta a háborúban.
  - Leibstandarte – Adolf Hitler személyes testőrsége
  - SS-Totenkopfverbände (halálfejes társaság) volt a koncentrációs táborok felügyelete és őrsége.
- A Reiter-SS volt az SS lovassági alakulata, mely az SS felsőbbrendűségét, méltóságát volt hivatott megjeleníteni.
- A Germanische-SS volt hivatott az árja szemlélet terjesztését elősegíteni.
- Az Auxiliary-SS 1945-ben alakult, utolsó erőfeszítésként a koncentrációs táborok működtetéséhez.
- Einsatzgruppen – Halálosztagok. A Sicherheitspolizei, majd később az RSHA felügyelete alá tartoztak.
- Ordnungspolizei a rendőrséget is az SS felügyelete alá vonták 1938-tól.
- Sanitätsstaffel az SS egészségügyi egysége.
- SS-Helferinnenkorps volt a női önkéntesek alakulata.
- Az Ahnenerbe SS tudományos munkacsoport volt, amely az árja elméletet igyekezett alátámasztani.

## Megfeleltethetősége más hasonló szervezeteknek
Az SS-hez hasonló, ilyen széles tevékenységi körrel rendelkező katonai / félkatonai alakulat a világtörténelem más hírhedt diktatúráiban sem nagyon létezett, ily módon a más hasonló jellegű, pártállami karhatalmi szerveknek való megfeleltetése is igencsak nehézkes. A testület eredetileg a náci német kormány gyakorlatilag korlátlan rendőri jogköröket gyakorló, a belső rendet és ideológiai fegyelmet fenntartó politikai rendőrsége és pártmilíciája volt, majd miután kitört a világháború, létrejöttek a harctéri, a reguláris hadsereget a hadszíntéren ténylegesen támogató, ám attól szervezetileg jórészt független SS-alakulatok. 
Az SS fokozatosan magába olvasztotta a Harmadik Birodalom összes rendőri szervét is, gyakorlatilag a teljes közbiztonsági és bűnügyi rendőri állományt, valamint parancsnoksága alá tartozott a Birodalmi Biztonsági Főhivatal (Reichsicherheitshauptamt), mely mai szóhasználattal egyszerre látta el a polgári és a katonai titkosszolgálatok, a hírszerzés és a kémelhárítás szerepét is. 
Az SS a Németország által megszállt területeken is üzemeltetett rendőri alakulatokat (Ordnungspolizei), valamint a politikai ellenállókat felkutató hírhedt politikai rendőrség, a Gestapo (Geheime Staatpolizei), mely mind belföldön, mind a megszállt területeken működött, szervezetileg ugyancsak az SS-hez tartozott. Adolf Hitler és más birodalmi főtisztviselők személyes testőrségét is szinte csak és kizárólag SS-katonák látták el, valamint a koncentrációs munka- és haláltáborok őrzését ugyancsak nem a reguláris katonaság, a Wehrmacht, hanem az SS erre felállított különleges alakulatai végezték. 
Az SS tehát egyszerre volt egy diktatúra pártmilíciája, a reguláris hadsereg mellett működő, de attól független harctéri katonai elitalakulat, a belföldi és a megszállt területeken a rend fenntartásáért felelős rendőri szerv, katonai és polgári kémelhárító és hírszerző titkosszolgálat, valamint a fennálló rend ellenségeit kíméletlenül felkutató politikai rendőrség. Ez a szerteágazó tevékenységi kör és ez a fajta már-már abszurd centralizáció, mely a szervezetet jellemezte, szinte minden diktatúra hasonló karhatalmi alakulatain túltesz, éppen ezért az SS mint állami szerv, katonai/félkatonai alakulat, mind tevékenységi körének szélességét, mind pedig a hozzá köthető emberiség elleni bűncselekményeket illetően teljes mértékben egyedülálló, és talán emiatt egyedülállóan hírhedt szervezet a világtörténelemben.

## Az SS szolgálati rangjai
Rang alapján növekvő sorrendben:
- SS-Mann – Közlegény
- Sturmmann – Közlegény (Őrvezető)
- Rottenführer – Őrvezető
- Unterscharführer – Tizedes
- Scharführer – Szakaszvezető
- Oberscharführer – Őrmester
- Hauptscharführer – Törzsőrmester

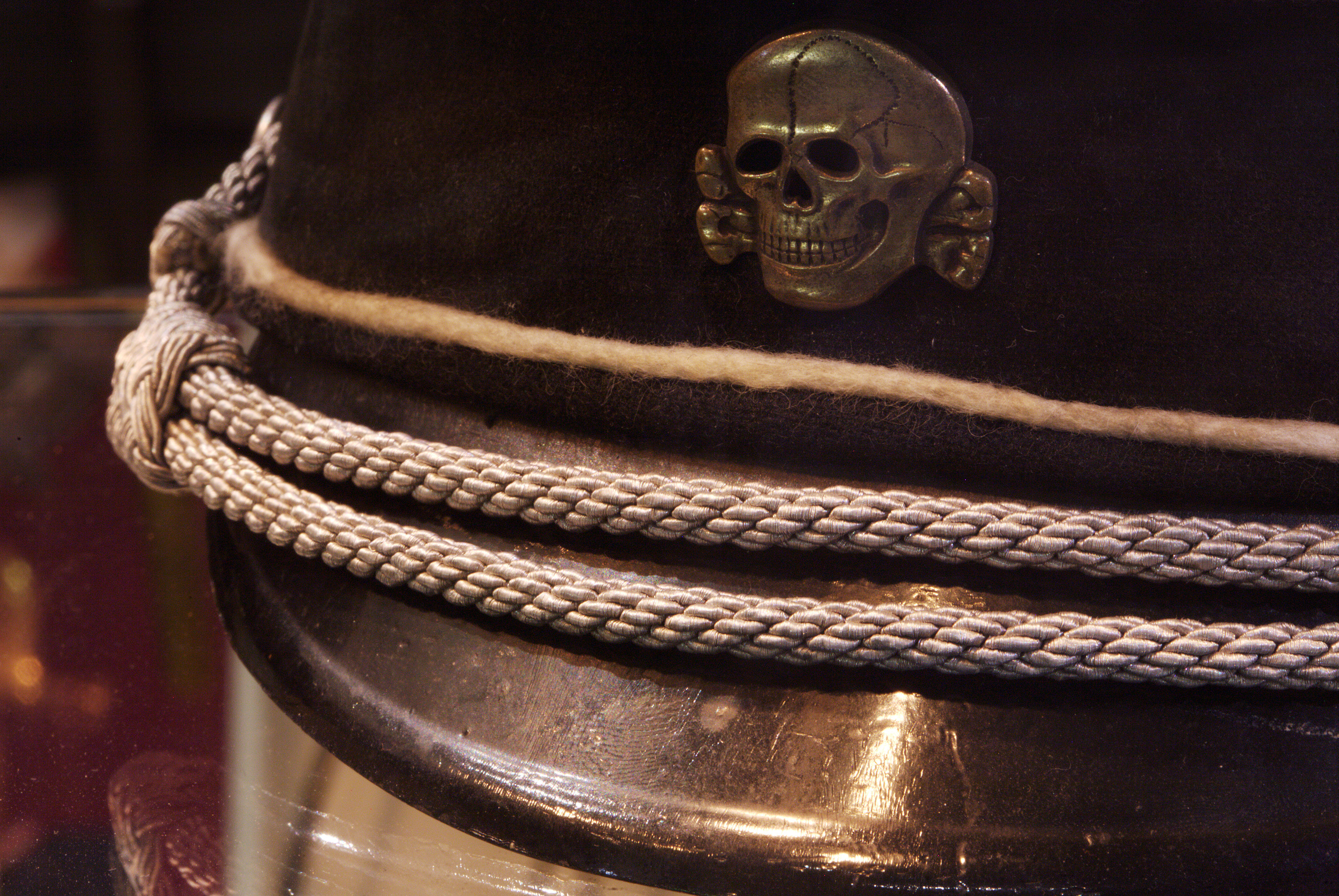
Egy SS-tiszti sapkán látható Totenkopf

- Sturmscharführer – Főtörzsőrmester
- Untersturmführer – Hadnagy
- Obersturmführer – Főhadnagy
- Hauptsturmführer – Százados
- Sturmbannführer – Őrnagy
- Obersturmbannführer – Alezredes
- Standartenführer – Ezredes
- Oberführer – Köztes rang az ezredes és dandártábornok között, magyar megfelelője nincs
- Brigadeführer – Dandártábornok
- Gruppenführer – Vezérőrnagy
- Obergruppenführer – Vezérezredes
- Oberstgruppenführer – Tábornagy
- Reichsführer-SS – Az SS Birodalmi vezetője

## 1939 után
Az SS ezután nemcsak rendfenntartó alakulatként működött, hanem állandó ellenőrzése alatt tartotta a Wermachtot is. Ez a reguláris hadsereg katonáiban ellenszenvet váltott ki. Emellett SS-katonákat helyeztek el a lágerekben is. A háború utolsó éveiben gyerekeket is besoroztak az SS soraiba, bár hozzá kell tenni, ezek a (jellemzően) 14-17 éves fiatalok mind a Hitlerjugend soraiból kerültek ki, és nem is annyira sorozták, mint inkább egyszerűen átvezényelték őket, az elhunyt régebbi tagok pótlására. Ők ez ellen nem is tiltakoztak, büszkék voltak akiket kiválasztottak, ez főleg a náci Németország ifjúsági szervezeteiben végzett komoly agymosás jellegű politikai nevelésnek volt köszönhető. A Hitlerjugendből egyenes út vezetett az SS-be, a szervezet gyakorlatilag az SS egyfajta "keltetője" volt.

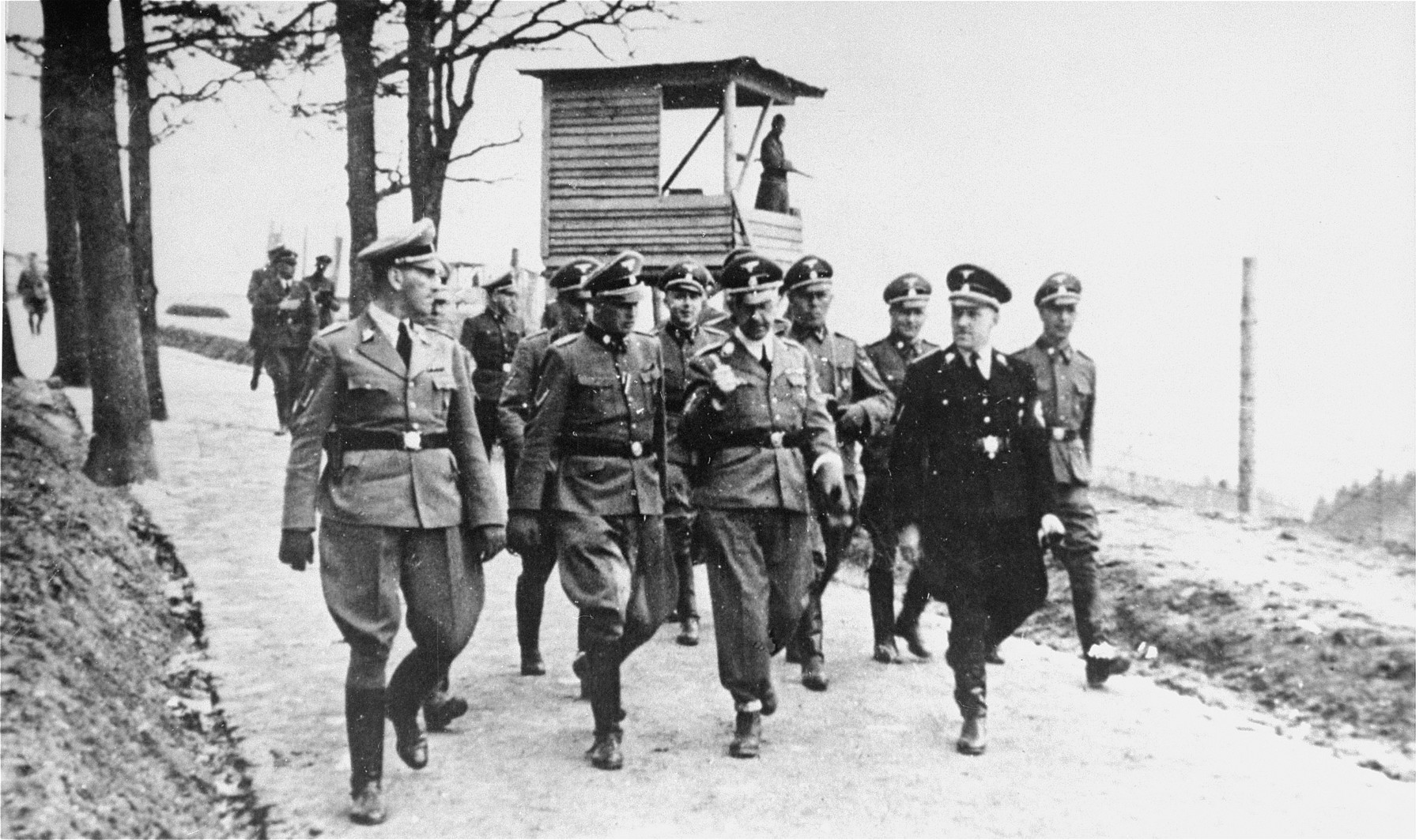
Ernst Kaltenbrunner, Heinrich Himmler, August Eigruber és több SS-tiszt a mauthauseni koncentrációs táborban látogatást tesz

## Történelmi megítélése
Az SS egyike volt a történelem során megalakított leghírhedtebb és legkegyetlenebb félkatonai / katonai alakulatoknak. A második világháború után főként SS-tiszteket vontak felelősségre háborús és emberiség elleni bűncselekményekért, kevésbé a reguláris hadsereg, a Wehrmacht katonáit. Főként a Waffen-SS, a szervezet harctéri, Wehrmachtot támogató alakulatai követtek el sokszor indokolatlan, öncélú kegyetlenkedéseket a polgári lakossággal szemben a megszállt területeken. Gyakorlatilag a holokausztot, a zsidók deportálását is SS-katonák hajtották végre – sok esetben persze a megszállt / szövetséges országok karhatalmi szerveinek segítségével. Magyarországon például a nácibarát Sztójay-kormány a magyar csendőrséget mozgósította, főként a vidéki zsidók deportálása céljából.
A náci halál- és munkatáborokat sem a reguláris hadsereg, hanem többnyire az SS alakulatai őrizték. Több, a holokauszt borzalmaiért felelős magas rangú náci háborús bűnös maga is az SS kötelékében szolgált, például a hírhedt politikai titkosrendőrséget, a Gestapót is magába olvasztó a Birodalmi Biztonsági Főhivatal (Reichssicherheitshauptamt) vezetője, Reinhard Heydrich, a közép-európai zsidók deportálását megszervező Adolf Eichmann, vagy Auschwitz hírhedt, felfoghatatlanul kegyetlen emberkísérleteket végző tábori orvosa, Josef Mengele is mind az SS tisztje volt. A holokauszton, a deportálásokon és a kényszermunkatáborokon kívül az SS-nek voltak külön, a vélt vagy valós politikai ellenállók likvidálása céljából létrehozott halálosztagai (Sonderkommando, Einsatzgruppe), a szervezet különböző egységeihez mind Németországban, mind pedig a megszállt területeken számtalan politikai gyilkosság is köthető. A világháború után az SS-t hivatalosan is bűnszervezetté nyilvánították. Bár nem minden a szervezetben szolgáló katona minősült, minősül automatikusan háborús bűnösnek, az egykori, szökésben lévő SS-tisztek, főként a parancsokat kiadó főtisztek ellen nemzetközi hajtóvadászat indult, és akiről bebizonyosodott, hogy valóban a testületben szolgált, annak általában valamilyen módon tisztáznia kellett magát. Mindez a Wehrmacht reguláris katonai alakulataiban szolgálatot teljesítőkre sokkal mérsékeltebben vonatkozott.